# Sterolo O-aciltransferasi
La sterolo O-aciltransferasi (SOAT), nota anche come acilcoenzima A-colesterolo aciltransferasi (ACAT) è un enzima appartenente alla classe delle transferasi, che catalizza la seguente reazione:
acil-CoA + colesterolo ⇄ CoA + colesterolo estere
Il colesterolo estere è una molecola idrofoba, viene trasportata nel sangue per mezzo delle lipoproteine.
L'enzima animale è altamente specifico per il trasferimento di gruppi acili con un singolo doppio legame cis che si trova distante nove atomi di carbonio dal gruppo carbossilico.